# Narcine brunnea
Narcine brunnea  (лат.) — вид скатов рода нарцин семейства лат. Narcinidae отряда электрических скатов. Это хрящевые рыбы, ведущие донный образ жизни, с крупными, уплощёнными грудными и брюшными плавниками в форме диска, выраженным хвостом и двумя спинными плавниками. Они способны генерировать электрический ток. Обитают в Индо-Тихоокеанской области. Максимальная зарегистрированная длина 22 см.

## Таксономия
Впервые вид был научно описан в 1909 году. Синтипы: образцы длиной 55—77 м и шириной диска 30—35 мм, пойманные в Бенгальском заливе (16°00′ с. ш. 89°00′ в. д.). Видовое название происходит от слова лат. btunnea — «коричневый» и связано с окраской этих скатов.

## Ареал
Narcine brunnea обитают в Индо-Тихоокеанской области у берегов Пакистана и в Сиамском заливе. Они встречаются в континентальных водах, как у берега, так и в открытом море.

## Описание
У этих скатов овальные и закруглённые грудные и брюшные диски, выраженный хвост и короткое рыло. По бокам хвостового стебля с развитым хвостовым плавником имеются складки кожи. Окраска ровного желтоватого или светло-коричневого цвета, брюхо белое. Имеются два спинных плавника. У основания грудных плавников перед глазами сквозь кожу проглядывают электрические парные органы в форме почек, которые тянутся вдоль тела до конца диска.

## Биология
Нарцины являются донными рыбами, они способны закапываться в грунт. Размножаются яйцеживорождением, эмбрионы вылупляются из яиц в утробе матери. Они способны генерировать электрический ток силой до 20 вольт, который используют для ориентации в пространстве и защиты. Рацион состоит из донных беспозвоночных.

## Взаимодействие с человеком
Эти скаты не представляют интереса для коммерческого рыбного промысла. Они подходят для содержания в домашних морских аквариумах, присутствуют на российском аквариумном рынке под названием «Нарцина коричневая». Международный союз охраны природы ещё не оценил статус сохранности данного вида.